# Lista de episódios de Pretty Little Liars
Pretty Little Liars é uma série de drama da televisão americana que estreou na ABC Family/FreeForm em 8 de junho de 2010. Desenvolvida por I. Marlene King, a série é baseada na série de livros com mesmo nome criada por Sara Shepard. Depois de pedir 10 episódios, ABC Family pediu 12 episódios adicionais para a primeira temporada em 28 de junho de 2010. A "final de verão" da primeira temporada estreou em 10 de agosto de 2010, com 12 episódios restantes que começaram a ir ao ar em 3 de janeiro de 2011.
Em 11 de janeiro de 2011, ABC Family renovou Pretty Little Liars para uma segunda temporada com 24 episódios. Estreou na quarta-feira, 14 de junho de 2011. Foi anunciado em junho que um episódio especial de Halloween iria estrear como parte do bloco especial da ABC Family. Isso aumentou a quantidade de episódios de 24 para 25. Em 29 de novembro de 2011, ABC Family renovou a série para uma terceira temporada, contendo 24 episódios. Em 4 de outubro de 2012, ABC Family renovou a série para uma quarta temporada, contendo 24 episódios. Em 26 de março de 2013, ABC Family renovou a série para uma quinta temporada. Em 7 de janeiro de 2014, criadora do programa I. Marlene King escreveu no Twitter que a quinta temporada terá 25 episódios, incluindo um episódio especial de Natal. Em 10 de junho de 2014, foi anunciado que a série foi renovada para mais duas temporadas. Foi anunciado por I. Marlene King que a sexta e a sétima temporada vão consistir de 20 episódios cada.
Até 27 de junho de 2017, 160 episódios de Pretty Little Liars foram ao ar, concluindo a série.

## Resumo
| Temporada | Temporada | Eps. | Exibição original   | Exibição original   | Nielsen ratings        | Nielsen ratings |
| Temporada | Temporada | Eps. | Início              | Término             | Audiência (em milhões) | DVR (18–49)     |
| --------- | --------- | ---- | ------------------- | ------------------- | ---------------------- | --------------- |
|           | 1         | 22   | 8 de junho de 2010  | 21 de março de 2011 | 2.87                   | 1.0             |
|           | 2         | 25   | 14 de junho de 2011 | 19 de março de 2012 | 2.68                   | 1.0             |
|           | 3         | 24   | 5 de junho de 2012  | 19 de março de 2013 | 2.59                   | 1.1             |
|           | 4         | 24   | 11 de junho de 2013 | 18 de março de 2014 | 2.53                   | 1.1             |
|           | 5         | 25   | 10 de junho de 2014 | 24 de março de 2015 | 2.01                   | 0.9             |
|           | 6         | 20   | 2 de junho de 2015  | 15 de março de 2016 | 1.72                   | 0.8             |
|           | 7         | 20   | 21 de junho de 2016 | 27 de junho de 2017 | N/A                    | N/A             |

## Episódios

### 1ª Temporada (2010–11)
| No. geral | No. | Título                                          | Diretor(es)         | Escritor(es)                         | Exibição                | Audiência (em milhões) |
| --------- | --- | ----------------------------------------------- | ------------------- | ------------------------------------ | ----------------------- | ---------------------- |
| 1         | 1   | "Pilot"                                         | Lesli Linka Glatter | I. Marlene King                      | 8 de junho de 2010      | 2.47                   |
| 2         | 2   | "The Jenna Thing"                               | Liz Friedlander     | I. Marlene King                      | 15 de junho de 2010     | 2.48                   |
| 3         | 3   | "To Kill a Mocking Girl"                        | Elodie Keene        | Oliver Goldstick                     | 22 de junho de 2010     | 2.74                   |
| 4         | 4   | "Can You Hear Me Now?"                          | Norman Buckley      | Joseph Dougherty                     | 29 de junho de 2010     | 2.09                   |
| 5         | 5   | "Reality Bites Me"                              | Wendey Stanzler     | Bryan M. Holdman                     | 6 de julho de 2010      | 2.62                   |
| 6         | 6   | "There's No Place Like Homecoming"              | Norman Buckley      | Maya Goldsmith                       | 13 de julho de 2010     | 2.69                   |
| 7         | 7   | "The Homecoming Hangover"                       | Chris Grismer       | Tamar Laddy                          | 20 de julho de 2010     | 2.55                   |
| 8         | 8   | "Please, Do Talk About Me When I'm Gone"        | Arlene Sanford      | Joseph Dougherty                     | 27 de julho de 2010     | 2.52                   |
| 9         | 9   | "The Perfect Storm"                             | Jamie Babbit        | Oliver Goldstick                     | 3 de agosto de 2010     | 2.55                   |
| 10        | 10  | "Keep Your Friends Close"                       | Ron Lagomarsino     | I. Marlene King                      | 10 de agosto de 2010    | 3.07                   |
| 11        | 11  | "Moments Later"                                 | Norman Buckley      | Joseph Dougherty                     | 3 de janeiro de 2011    | 4.20                   |
| 12        | 12  | "Salt Meets Wound"                              | Norman Buckley      | Oliver Goldstick                     | 10 de janeiro de 2011   | 3.21                   |
| 13        | 13  | "Know Your Frenemies"                           | Ron Lagomarsino     | I. Marlene King                      | 17 de janeiro de 2011   | 2.99                   |
| 14        | 14  | "Careful What U Wish 4"                         | Norman Buckley      | Tamar Laddy                          | 24 de janeiro de 2011   | 3.17                   |
| 15        | 15  | "If at First You Don't Succeed, Lie, Lie Again" | Ron Lagomarsino     | Maya Goldsmith                       | 31 de janeiro de 2011   | 3.19                   |
| 16        | 16  | "Je Suis Une Amie"                              | Chris Grismer       | Bryan M. Holdman                     | 7 de fevereiro de 2011  | 3.14                   |
| 17        | 17  | "The New Normal"                                | Michael Grossman    | Joseph Dougherty                     | 14 de fevereiro de 2011 | 2.35                   |
| 18        | 18  | "The Badass Seed"                               | Paul Lazarus        | Oliver Goldstick & Francesca Rollins | 21 de fevereiro de 2011 | 2.90                   |
| 19        | 19  | "A Person of Interest"                          | Ron Lagomarsino     | I. Marlene King & Jonell Lennon      | 28 de fevereiro de 2011 | 2.69                   |
| 20        | 20  | "Someone to Watch Over Me"                      | Arlene Sanford      | Joseph Dougherty                     | 7 de março de 2011      | 2.95                   |
| 21        | 21  | "Monsters in the End"                           | Chris Grismer       | Oliver Goldstick                     | 14 de março de 2011     | 2.94                   |
| 22        | 22  | "For Whom the Bells Toll"                       | Lesli Linka Glatter | I. Marlene King                      | 21 de março de 2011     | 3.64                   |

### 2ª Temporada (2011–12)
| No. geral | No. | Título                                   | Diretor(es)         | Escritor(es)                         | Exibição                | Audiência (em milhões) |
| --------- | --- | ---------------------------------------- | ------------------- | ------------------------------------ | ----------------------- | ---------------------- |
| 23        | 1   | "It's Alive"                             | Ron Lagomarsino     | I. Marlene King                      | 14 de junho de 2011     | 3.68                   |
| 24        | 2   | "The Goodbye Look"                       | Norman Buckley      | Joseph Dougherty                     | 21 de junho de 2011     | 2.66                   |
| 25        | 3   | "My Name Is Trouble"                     | Elodie Keene        | Oliver Goldstick                     | 28 de junho de 2011     | 2.78                   |
| 26        | 4   | "Blind Dates"                            | Dean White          | Charlie Craig                        | 5 de julho de 2011      | 2.42                   |
| 27        | 5   | "The Devil You Know"                     | Michael Grossman    | Maya Goldsmith                       | 12 de julho de 2011     | 2.42                   |
| 28        | 6   | "Never Letting Go"                       | J. Miller Tobin     | Bryan M. Holdman                     | 19 de julho de 2011     | 2.53                   |
| 29        | 7   | "Surface Tension"                        | Norman Buckley      | Joseph Dougherty                     | 26 de julho de 2011     | 2.36                   |
| 30        | 8   | "Save the Date"                          | Chris Grismer       | Matt Witten                          | 2 de agosto de 2011     | 2.41                   |
| 31        | 9   | "Picture This"                           | Patrick Norris      | Jonell Lennon                        | 9 de agosto de 2011     | 2.54                   |
| 32        | 10  | "Touched by an A-ngel"                   | Chad Lowe           | Charlie Craig & Maya Goldsmith       | 16 de agosto de 2011    | 2.30                   |
| 33        | 11  | "I Must Confess"                         | Norman Buckley      | Oliver Goldstick                     | 23 de agosto de 2011    | 2.63                   |
| 34        | 12  | "Over My Dead Body"                      | Ron Lagomarsino     | I. Marlene King                      | 30 de agosto de 2011    | 2.98                   |
| 35        | 13  | "The First Secret"                       | Dana W. Gonzales    | I. Marlene King                      | 19 de outubro de 2011   | 2.47                   |
| 36        | 14  | "Through Many Dangers, Toils and Snares" | Norman Buckley      | Joseph Dougherty                     | 2 de janeiro de 2012    | 3.34                   |
| 37        | 15  | "A Hot Piece of 'A'"                     | Michael Grossman    | Oliver Goldstick                     | 9 de janeiro de 2012    | 2.95                   |
| 38        | 16  | "Let the Water Hold Me Down"             | Chris Grismer       | Bryan M. Holdman                     | 16 de janeiro de 2012   | 2.78                   |
| 39        | 17  | "Blond Leading the Blind"                | Arlene Sanford      | Charlie Craig                        | 23 de janeiro de 2012   | 3.17                   |
| 40        | 18  | "A Kiss Before Lying"                    | Wendey Stanzler     | Maya Goldsmith                       | 30 de janeiro de 2012   | 2.55                   |
| 41        | 19  | "The Naked Truth"                        | Elodie Keene        | Oliver Goldstick & Francesca Rollins | 6 de fevereiro de 2012  | 2.25                   |
| 42        | 20  | "CTRL:A"                                 | Ron Lagomarsino     | Joseph Dougherty & Lijah J. Barasz   | 13 de fevereiro de 2012 | 2.11                   |
| 43        | 21  | "Breaking the Code"                      | Roger Kumble        | Jonell Lennon                        | 20 de fevereiro de 2012 | 2.54                   |
| 44        | 22  | "Father Knows Best"                      | Chad Lowe           | Charlie Craig & Bryan M. Holdman     | 27 de fevereiro de 2012 | 2.49                   |
| 45        | 23  | "Eye of the Beholder"                    | Melanie Mayron      | Joseph Dougherty                     | 5 de março de 2012      | 2.58                   |
| 46        | 24  | "If These Dolls Could Talk"              | Ron Lagomarsino     | Oliver Goldstick & Maya Goldsmith    | 12 de março de 2012     | 2.47                   |
| 47        | 25  | "unmAsked"                               | Lesli Linka Glatter | I. Marlene King                      | 19 de março de 2012     | 3.69                   |

### 3ª Temporada (2012–13)
| No. geral | No. | Título                                    | Diretor(es)      | Escritor(es)                                           | Exibição                | Audiência (em milhões) |
| --------- | --- | ----------------------------------------- | ---------------- | ------------------------------------------------------ | ----------------------- | ---------------------- |
| 48        | 1   | "It Happened 'That Night'"                | Ron Lagomarsino  | I. Marlene King                                        | 5 de junho de 2012      | 2.93                   |
| 49        | 2   | "Blood is the New Black"                  | Norman Buckley   | Oliver Goldstick                                       | 12 de junho de 2012     | 2.66                   |
| 50        | 3   | "Kingdom of the Blind"                    | Chad Lowe        | Joseph Dougherty                                       | 19 de junho de 2012     | 2.44                   |
| 51        | 4   | "Birds of a Feather"                      | Roger Kumble     | História: Michael J. Cinquemani Roteiro: Jonell Lennon | 26 de junho de 2012     | 2.36                   |
| 52        | 5   | "That Girl Is Poison"                     | Chad Lowe        | Bryan M. Holdman                                       | 10 de julho de 2012     | 2.38                   |
| 53        | 6   | "The Remains of the 'A'"                  | Norman Buckley   | Maya Goldsmith                                         | 17 de julho de 2012     | 2.27                   |
| 54        | 7   | "Crazy"                                   | Patrick Norris   | Andy Reaser                                            | 24 de julho de 2012     | 2.43                   |
| 55        | 8   | "Stolen Kisses"                           | Zetna Fuentes    | Joseph Dougherty                                       | 31 de julho de 2012     | 2.22                   |
| 56        | 9   | "The Kahn Game"                           | Wendey Stanzler  | Lijah J. Barasz                                        | 7 de agosto de 2012     | 2.45                   |
| 57        | 10  | "What Lies Beneath"                       | Patrick Norris   | Jonell Lennon                                          | 14 de agosto de 2012    | 2.27                   |
| 58        | 11  | "Single Fright Female"                    | Joanna Kerns     | Oliver Goldstick & Maya Goldsmith                      | 21 de agosto de 2012    | 2.40                   |
| 59        | 12  | "The Lady Killer"                         | Ron Lagomarsino  | I. Marlene King                                        | 28 de agosto de 2012    | 2.98                   |
| 60        | 13  | "This Is a Dark Ride"                     | Tim Hunter       | Joseph Dougherty                                       | 23 de outubro de 2012   | 2.85                   |
| 61        | 14  | "She's Better Now"                        | Wendey Stanzler  | Oliver Goldstick                                       | 8 de janeiro de 2013    | 3.21                   |
| 62        | 15  | "Mona-Mania!"                             | Norman Buckley   | Bryan M. Holdman                                       | 15 de janeiro de 2013   | 2.48                   |
| 63        | 16  | "Misery Loves Company"                    | I. Marlene King  | I. Marlene King & Jonell Lennon                        | 22 de janeiro de 2013   | 2.68                   |
| 64        | 17  | "Out of the Frying Pan, Into the Inferno" | Michael Grossman | Maya Goldsmith                                         | 29 de janeiro de 2013   | 2.85                   |
| 65        | 18  | "Dead to Me"                              | Arlene Sanford   | Joseph Dougherty & Lijah J. Barasz                     | 5 de fevereiro de 2013  | 2.75                   |
| 66        | 19  | "What Becomes of the Broken Hearted"      | Ron Lagomarsino  | Oliver Goldstick & Francesca Rollins                   | 12 de fevereiro de 2013 | 2.41                   |
| 67        | 20  | "Hot Water"                               | Chad Lowe        | Andy Reaser                                            | 19 de fevereiro de 2013 | 2.61                   |
| 68        | 21  | "Out of Sight, Out of Mind"               | Melanie Mayron   | Jonell Lennon                                          | 26 de fevereiro de 2013 | 2.71                   |
| 67        | 22  | "Will the Circle Be Unbroken?"            | Ron Lagomarsino  | Joseph Dougherty                                       | 5 de março de 2013      | 2.56                   |
| 70        | 23  | "I'm Your Puppet"                         | Oliver Goldstick | Oliver Goldstick & Maya Goldsmith                      | 12 de março de 2013     | 2.41                   |
| 71        | 24  | "A dAngerous gAme"                        | Patrick Norris   | I. Marlene King                                        | 19 de março de 2013     | 2.87                   |

### 4ª Temporada (2013–14)
| No. geral | No. | Título                          | Diretor(es)      | Escritor(es)                                         | Exibição                | Audiência (em milhões) |
| --------- | --- | ------------------------------- | ---------------- | ---------------------------------------------------- | ----------------------- | ---------------------- |
| 72        | 1   | "'A' is for A-l-i-v-e"          | I. Marlene King  | I. Marlene King                                      | 11 de junho de 2013     | 2.97                   |
| 73        | 2   | "Turn of the Shoe"              | Joanna Kerns     | Oliver Goldstick                                     | 18 de junho de 2013     | 2.92                   |
| 74        | 3   | "Cat's Cradle"                  | Norman Buckley   | Joseph Dougherty                                     | 25 de junho de 2013     | 2.25                   |
| 75        | 4   | "Face Time"                     | Norman Buckley   | Joseph Dougherty                                     | 2 de julho de 2013      | 2.16                   |
| 76        | 5   | "Gamma Zeta Die!"               | Mick Garris      | Maya Goldsmith                                       | 7 de julho de 2013      | 2.30                   |
| 77        | 6   | "Under the Gun"                 | Wendey Stanzler  | Lijah J. Barasz                                      | 16 de julho de 2013     | 2.35                   |
| 78        | 7   | "Crash and Burn, Girl!"         | Ron Lagomarsino  | Bryan M. Holdman                                     | 23 de julho de 2013     | 2.86                   |
| 79        | 8   | "The Guilty Girl's Handbook"    | Janice Cooke     | Jan Oxenberg                                         | 30 de julho de 2013     | 2.31                   |
| 80        | 9   | "Into the Deep"                 | Chad Lowe        | Jonell Lennon                                        | 6 de agosto de 2013     | 2.65                   |
| 81        | 10  | "The Mirror Has Three Faces"    | Zetna Fuentes    | Maya Goldsmith                                       | 13 de agosto de 2013    | 2.39                   |
| 82        | 11  | "Bring Down the Hoe"            | Melanie Mayron   | Oliver Goldstick & Francesca Rollins                 | 20 de agosto de 2013    | 2.26                   |
| 83        | 12  | "Now You See Me, Now You Don't" | Norman Buckley   | I. Marlene King & Bryan M. Holdman                   | 27 de agosto de 2013    | 3.33                   |
| 84        | 13  | "Grave New World"               | Ron Lagomarsino  | Joseph Dougherty, Oliver Goldstick & I. Marlene King | 22 de outubro de 2013   | 3.18                   |
| 85        | 14  | "Who's in the Box?"             | Chad Lowe        | Joseph Dougherty                                     | 7 de janeiro de 2014    | 3.17                   |
| 86        | 15  | "Love ShAck, Baby"              | Norman Buckley   | Lijah J. Barasz                                      | 14 de janeiro de 2014   | 2.39                   |
| 87        | 16  | "Close Encounters"              | Arthur Anderson  | Jonell Lennon                                        | 21 de janeiro de 2014   | 2.63                   |
| 88        | 17  | "Bite Your Tongue"              | Arlene Sanford   | Oliver Goldstick & Maya Goldsmith                    | 28 de janeiro de 2014   | 2.49                   |
| 89        | 18  | "Hot for Teacher"               | Tripp Reed       | Bryan M. Holdman                                     | 4 de fevereiro de 2014  | 2.16                   |
| 90        | 19  | "Shadow Play"                   | Joseph Dougherty | Joseph Dougherty                                     | 11 de fevereiro de 2014 | 2.16                   |
| 91        | 20  | "Free Fall"                     | Melanie Mayron   | Maya Goldsmith                                       | 18 de fevereiro de 2014 | 2.56                   |
| 92        | 21  | "She's Come Undone"             | Chad Lowe        | Jonell Lennon                                        | 25 de fevereiro de 2014 | 2.17                   |
| 93        | 22  | "Cover for Me"                  | Michael Grossman | Bryan M. Holdman                                     | 4 de março de 2014      | 2.06                   |
| 94        | 23  | "Unbridled"                     | Oliver Goldstick | Oliver Goldstick & Maya Goldsmith                    | 11 de março de 2014     | 1.95                   |
| 95        | 24  | "A Is for Answers"              | I. Marlene King  | I. Marlene King                                      | 18 de março de 2014     | 3.12                   |

### 5ª Temporada (2014–15)
| No. geral | No. | Título                                        | Diretor(es)      | Escritor(es)                         | Exibição                | Audiência (em milhões) |
| --------- | --- | --------------------------------------------- | ---------------- | ------------------------------------ | ----------------------- | ---------------------- |
| 96        | 1   | "EscApe from New York"                        | Norman Buckley   | I. Marlene King                      | 10 de junho de 2014     | 2.72                   |
| 97        | 2   | "Whirly Girlie"                               | Joanna Kerns     | Oliver Goldstick                     | 17 de junho de 2014     | 2.16                   |
| 98        | 3   | "Surfing the Aftershocks"                     | Chad Lowe        | Joseph Dougherty                     | 24 de junho de 2014     | 2.28                   |
| 99        | 4   | "Thrown from the Ride"                        | Janice Cooke     | Maya Goldsmith                       | 1 de julho de 2014      | 2.13                   |
| 100       | 5   | "Miss Me x 100"                               | Norman Buckley   | I. Marlene King                      | 8 de julho de 2014      | 2.25                   |
| 101       | 6   | "Run, Ali, Run"                               | Norman Buckley   | Jonell Lennon                        | 15 de julho de 2014     | 2.13                   |
| 102       | 7   | "The Silence of E. Lamb"                      | Joshua Butler    | Bryan M. Holdman                     | 22 de julho de 2014     | 2.06                   |
| 103       | 8   | "Scream for Me"                               | Bethany Rooney   | Oliver Goldstick & Maya Goldsmith    | 29 de julho de 2014     | 1.80                   |
| 104       | 9   | "March of Crimes"                             | Chad Lowe        | Oliver Goldstick & Maya Goldsmith    | 5 de agosto de 2014     | 2.05                   |
| 105       | 10  | "A Dark Ali"                                  | Arlene Sanford   | Lijah J. Barasz                      | 12 de agosto de 2014    | 2.05                   |
| 106       | 11  | "No One Here Can Love or Understand Me"       | Larry Reibman    | Joseph Dougherty                     | 19 de agosto de 2014    | 1.80                   |
| 107       | 12  | "Taking This One to the Grave"                | Ron Lagomarsino  | I. Marlene King                      | 26 de agosto de 2014    | 2.29                   |
| 108       | 13  | "How the 'A' Stole Christmas"                 | I. Marlene King  | I. Marlene King & Kyle Bown          | 9 de dezembro de 2014   | 2.09                   |
| 109       | 14  | "Through a Glass, Darkly"                     | Chad Lowe        | Joseph Dougherty & Lijah J. Barasz   | 6 de janeiro de 2015    | 2.01                   |
| 110       | 15  | "Fresh Meat"                                  | Zetna Fuentes    | Oliver Goldstick & Maya Goldsmith    | 13 de janeiro de 2015   | 2.02                   |
| 111       | 16  | "Over a Barrel"                               | Michael Grossman | Bryan M. Holdman                     | 20 de Janeiro de 2015   | 1.72                   |
| 112       | 17  | "The Bin of Sin"                              | Tripp Reed       | Jonell Lennon                        | 27 de janeiro de 2015   | 2.00                   |
| 113       | 18  | "Oh, What Hard Luck Stories They All Hand Me" | Joseph Dougherty | Joseph Dougherty                     | 3 de Fevereiro de 2015  | 1.80                   |
| 114       | 19  | "Out, Damned Spot"                            | Nzingha Stewart  | Lijah J. Barasz                      | 10 de fevereiro de 2015 | 1.77                   |
| 115       | 20  | "Pretty Isn't the Point"                      | Melanie Mayron   | Oliver Goldstick & Francesca Rollins | 17 de fevereiro de 2015 | 2.05                   |
| 116       | 21  | "Bloody Hell"                                 | Arlene Sanford   | Maya Goldsmith                       | 24 de fevereiro de 2015 | 1.58                   |
| 117       | 22  | "To Plea or Not to Plea"                      | Arthur Anderson  | Jonell Lennon                        | 3 de março de 2015      | 1.49                   |
| 118       | 23  | "The Melody Lingers On"                       | Roger Kumble     | Joseph Dougherty                     | 10 de março de 2015     | 1.74                   |
| 119       | 24  | "I'm a Good Girl, I Am"                       | Oliver Goldstick | Oliver Goldstick & Maya Goldsmith    | 17 de março de 2015     | 1.70                   |
| 120       | 25  | "Welcome to the Dollhouse"                    | Ron Lagomarsino  | I. Marlene King                      | 24 de março de 2015     | 2.65                   |

### 6ª Temporada (2015–16)
| No. geral | No. | Título                        | Diretor(es)         | Escritor(es)                                                                   | Exibição                | Audiência (em milhões) |
| --------- | --- | ----------------------------- | ------------------- | ------------------------------------------------------------------------------ | ----------------------- | ---------------------- |
| 121       | 1   | "Game On, Charles"            | Chad Lowe           | História por : I. Marlene King Roteiro por : I. Marlene King & Lijah J. Barasz | 2 de junho de 2015      | 2.38                   |
| 122       | 2   | "Songs of Innocence"          | Norman Buckley      | Joseph Dougherty                                                               | 9 de junho de 2015      | 2.13                   |
| 123       | 3   | "Songs of Experience"         | Norman Buckley      | Joseph Dougherty                                                               | 16 de junho de 2015     | 1.74                   |
| 124       | 4   | "Don't Look Now"              | Arlene Sanford      | Jonell Lennon                                                                  | 23 de junho de 2015     | 1.84                   |
| 125       | 5   | "She's No Angel"              | Michael Grossman    | Oliver Goldstick & Maya Goldsmith                                              | 30 de junho de 2015     | 1.80                   |
| 126       | 6   | "No Stone Unturned"           | Chad Lowe           | Oliver Goldstick & Maya Goldsmith                                              | 14 de julho de 2015     | 1.70                   |
| 127       | 7   | "O Brother, Where Art Thou"   | Bethany Rooney      | Lijah J. Barasz                                                                | 21 de julho de 2015     | 1.77                   |
| 128       | 8   | "FrAmed"                      | Larry Reibman       | Bryan M. Holdman                                                               | 28 de julho de 2015     | 1.58                   |
| 129       | 9   | "Last Dance"                  | Janice Cooke        | Oliver Goldstick & Francesca Rollins                                           | 4 de agosto de 2015     | 2.03                   |
| 130       | 10  | "Game Over, Charles"          | I. Marlene King     | I. Marlene King                                                                | 11 de agosto de 2015    | 3.09                   |
| 131       | 11  | "Of Late I Think of Rosewood" | Ron Lagomarsino     | Joseph Dougherty                                                               | 12 de janeiro de 2016   | 2.25                   |
| 132       | 12  | "Charlotte's Web"             | Joanna Kerns        | Jonell Lennon & Lijah J. Barasz                                                | 19 de janeiro de 2016   | 1.66                   |
| 133       | 13  | "The Gloves Are On"           | Kimberly McCullough | Maya Goldsmith                                                                 | 26 de janeiro de 2016   | 1.65                   |
| 134       | 14  | "New Guys, New Lies"          | Zetna Fuentes       | Kyle Bown & Kateland Brown                                                     | 2 de fevereiro de 2016  | 1.39                   |
| 135       | 15  | "Do Not Disturb"              | Melanie Mayron      | Bryan M. Holdman                                                               | 9 de fevereiro de 2016  | 1.22                   |
| 136       | 16  | "Where Somebody Waits For Me" | Joseph Dougherty    | Joseph Dougherty                                                               | 16 de fevereiro de 2016 | 1.36                   |
| 137       | 17  | "We've All Got Baggage"       | Paula Hunziker      | Oliver Goldstick                                                               | 23 de fevereiro de 2016 | 1.27                   |
| 138       | 18  | "Burn This"                   | Arthur Anderson     | Maya Goldsmith                                                                 | 1 de março de 2016      | 1.15                   |
| 139       | 19  | "Did You Miss Me?"            | Roger Kumble        | Joseph Dougherty                                                               | 8 de março de 2016      | 1.26                   |
| 140       | 20  | "Hush... Hush, Sweet Liars"   | Ron Lagomarsino     | I. Marlene King                                                                | 15 de março de 2016     | 1.19                   |

### 7ª Temporada (2016–17)
| No. geral | No. | Título                               | Diretor(es)         | Escritor(es)                                                                              | Exibição             | Audiência (em milhões) |
| --------- | --- | ------------------------------------ | ------------------- | ----------------------------------------------------------------------------------------- | -------------------- | ---------------------- |
| 141       | 1   | "Tick-Tock, Bitches"                 | Ron Lagomarsino     | I. Marlene King                                                                           | 21 de junho de 2016  | 1.43                   |
| 142       | 2   | "Bedlam"                             | Tawnia McKiernan    | Joseph Dougherty                                                                          | 28 de junho de 2016  | 1.24                   |
| 143       | 3   | "The Talented Mr. Rollins"           | Zetna Fuentes       | Jonell Lennon                                                                             | 5 de julho de 2016   | 1.12                   |
| 144       | 4   | "Hit and Run, Run, Run"              | Michael Goi         | Maya Goldsmith                                                                            | 12 de julho de 2016  | 1.26                   |
| 145       | 5   | "Along Comes Mary"                   | Norman Buckley      | Bryan M. Holdman                                                                          | 19 de julho de 2016  | 1.17                   |
| 146       | 6   | "Wanted: Dead or Alive"              | Bethany Rooney      | Lijah J. Barasz                                                                           | 2 de agosto de 2016  | 1.10                   |
| 147       | 7   | "Original G'A'ngsters"               | Melanie Mayron      | Kateland Brown                                                                            | 9 de agosto de 2016  | 1.16                   |
| 148       | 8   | "Exes and OMGs"                      | Kimberly McCullough | Charlie Craig                                                                             | 16 de agosto de 2016 | 1.11                   |
| 149       | 9   | "The Wrath of Kahn"                  | Chad Lowe           | Jonell Lennon                                                                             | 23 de agosto de 2016 | 1.09                   |
| 150       | 10  | "The DArkest Knight"                 | Arlene Sanford      | I. Marlene King & Maya Goldsmith                                                          | 30 de agosto de 2016 | 1.33                   |
| 151       | 11  | "Playtime"                           | Chad Lowe           | Allyson N. Nelson & Joseph Dougherty                                                      | 18 de abril de 2017  | 1.33                   |
| 152       | 12  | "These Boots Were Made for Stalking" | Ron Lagomarsino     | Oliver Goldstick                                                                          | 25 de abril de 2017  | 0.92                   |
| 153       | 13  | "Hold Your Piece"                    | Marta Cunningham    | Bryan M. Holdman                                                                          | 2 de maio de 2017    | 0.86                   |
| 154       | 14  | "Power Play"                         | Roger Kumble        | Lijah J. Barasz                                                                           | 9 de maio de 2017    | 0.91                   |
| 155       | 15  | "In the Eye Abides the Heart"        | Troian Bellisario   | Joseph Dougherty                                                                          | 23 de maio de 2017   | 0.85                   |
| 156       | 16  | "The Glove That Rocks the Cradle"    | Maya Goldsmith      | Paula Huziker                                                                             | 30 de maio de 2017   | 0.90                   |
| 157       | 17  | "Driving Miss Crazy"                 | Oliver Goldstick    | Francesca Rollins & Oliver Goldstick                                                      | 6 de junho de 2017   | 0.97                   |
| 158       | 18  | "Choose or Lose"                     | Norman Buckley      | Charlie Craig                                                                             | 13 de junho de 2017  | 0.96                   |
| 159       | 19  | "Farewell, My Lovely"                | Joseph Dougherty    | Joseph Dougherty                                                                          | 20 de junho de 2017  | 0.83                   |
| 160       | 20  | "Till Death Do Us Part"              | I. Marlene King     | História por : I. Marlene King & Kyle Bown Roteiro por : I. Marlene King & Maya Goldsmith | 27 de junho de 2017  | 1.41                   |

## Especiais
| Exi. na Temp. | No. | Título                                                          | Narrador                                          | Exibido entre/após                                          | Exibido entre                    | Exibição (US / BR)                        | Audiência (em milhões) |
| ------------- | --- | --------------------------------------------------------------- | ------------------------------------------------- | ----------------------------------------------------------- | -------------------------------- | ----------------------------------------- | ---------------------- |
| 4             | 1   | "A LiArs Guide to Rosewood" "O Guia das Maldosas para Rosewood" | Janel Parrish                                     | "A dAngerous gAme" 'A' is for A-l-i-v-e"                    | "A de Afinal" Fuga de Nova York" | 4 de junho de 2013 17 de setembro de 2014 | 1.13                   |
| 5             | 2   | "We Love You to DeAth"                                          | Elenco de Pretty Little Liars                     | "Taking This One to the Grave" How the 'A' Stole Christmas" | N/A                              | 21 de outubro de 2014                     | 1.30                   |
| 6             | 3   | "5 Years Forward"                                               | I. Marlene King e o Elenco de Pretty Little Liars | "Game Over, Charles" Of Late I Think of Rosewood"           | N/A                              | 24 de novembro de 2015                    | 0.77                   |
| 7             | 4   | "A-List Wrap Party"                                             | I. Marlene King e o Elenco de Pretty Little Liars | "Till Death Do Us Part"                                     | TBA                              | 27 de junho de 2017                       | TBD                    |